# 张锡林
张锡林（1942年—），男，汉族，河北涞水人，中华人民共和国政治人物，曾任辽宁省人大常委会副主任，第十一届全国人民代表大会辽宁地区代表。

## 生平
张锡林毕业于中国人民大学政治系国际政治专业。2007年11月至2008年1月任辽宁省人大常委会代理主任。2008年起担任全国人大代表。